# 索洛納河 (赫尼利葉拉涅茨河支流)
47°39′47″N 31°43′10″E / 47.6629902°N 31.7195164°E
索洛納河（烏克蘭語：Солона），是烏克蘭南部的河流，屬於赫尼利葉拉涅茨河的支流。該河發源自新彼得里夫卡，流經尼古拉耶夫州的沃茲涅先斯克區，河道全長30公里，流域面積428平方公里。